# Tawang Rejo (Binangun)
Tawang Rejo is een bestuurslaag in het regentschap Blitar van de provincie Oost-Java, Indonesië. Tawang Rejo telt 1972 inwoners (volkstelling 2010).